# С-300
С-300 Фаворит (НАТО класификација SA-10 Grumble) представља серију првобитно совјетских а затим и руских ракетних система дугог домета типа земља–ваздух, чији је произвођач руски концерн Алмаз-Антеј,чији су све касније модификације овог ПВО система  базиране  на почетном моделу са ознаком С-300П. Систем С-300 првенствено је осмишљен је ради обезбеђивања  заштите од авионских и крстарећих ракета као и за потребе совјетске против-ваздушне одбране. Касније варијанте унапређене су за пресретање балистичких ракета, тако да су на овај начин ракете система С-300 унапређене у против балистичке ракете, чиме је овај ПВО систем почео да добија универзалан карактер.
Недуго након свог настанка систем С-300 је први пут размештен на своје бојево дежурство у Совјетском Савезу током 1979. године, ово његово размештање на територији СССР-а, било је усмерен на заштиту од напада из ваздуха од стране потенцијалног противника,уз ово, систем је остваривао још много других задатака као што су : заштита је великих индустријских и управних објеката, војних база, као и контролу ваздушног простора, у циљу заштите брањеног подручја од могућих ваздушних напада противника. Овај систем је потпуно аутоматизован, али је упркос томе задржана могућност за ручно осматрање и управљања овим системом. Лансирна возила овог против-ваздушног система могу бити размештена близу свог централног командног места или на раздаљини до 40 km од њега. Сваки од радара ових ПВО система  омогућава обележавање (проналажење) циљева, које затим преноси својим надређенима у централном командном месту. Командно место (возило) упоређује податке добијене од својих радара, који могу уочити потецијалне циљеве и на растојањима од 80 km, а поред тога може уптребити своју њунцију намењену  откривању (филтрирању) лажних мета, што представља врло тежак задатак при тако великим удаљеностима од свог циља. Централно командно возило поседује два мода функционисања,и то један који је намењен активном а други пасивном откривању циљева.
Главни реализатор развојног пројекта намењеног стварању система С-300 био је совјетски  концерн Алмаз (у државном власништву) који представља део концерна "Алмаз-Антеј"  који је задужен за против ваздушну одбрану. Ракете којима  ПВО систем С-300 изводи своја бојева гађања развијене су од  старне руског државног конструкрорског бироа МКБ "Факел" (Машинско-производно-конструкторски биро «Факел»).
С-300 се сматра  једним од најмоћнијих система типа земља-ваздух ракетних тј.,против-балистичких ракета на нивоу целог света. Једна од његових  напреднијих верзија су и системи Антеј-2500, као и систем С-400 Триумф (са НАТО ознаком SA-21 Growler) који може да погађа све потенцијалне циљеве и на висинам означеним као ивица земљине атмосфере, овај систем уведен је у ограничену употребу у периоду од 2004. године, у оквиру Снага ваздушно космичке одбране Русије.

## Верзије
Серијска производња овог започела је 1975. године. Тестирања ових ракетних система са кодном ознаком П, окончана су 1978., затим 1983. године за В варијанту и 1987. за против балистичку варијанту В. Од тада су израђиване многобројне модификације и различите врсте пројектила намењене овом систему, са унапређенијим радарима, већом отпорношћу на радио електронско ометање, већим дометом и бољом способношћу за обарање балистичких ракета кратког домета или циљева са врло малом висином лета. Тренутно постоје три главне породице ових ракета.

### С-300П
С-300П (НАТО ознака SA-10A ‘’Grumble’’) је прва верзија система С-300 која је уведена у оперативну употребу 1978. године. Током 1987. било је активно више од 80 ових система, нарочито у подручју Москве. Јединица С-300П се састоји из радарског система 36Д6, лансирног возила 5П85-1. Такође саставни део система је радар 76Н6 за детекцију на ниским висинама.
За припрему овог система за лансирање требало је више од једног сата времена на борбеном положају. Минимална надморска висина за деловање ракете је 25 метара надморске висине. Модернизоване С-300П верзије носе ознаке С-300ПТ-1 и С-300ПТ-1А.
Системи С-300ПС/С-300ПМ уведени су у употребу 1985. и то је једина верзија с нуклеарном бојевом главом. Ова верзија је уведена у употребу са модерним лансирним возилом, командним возилом и радаром који су базирани на МАЗ-7910 8x8 камиону. Ова верзија је била опремљена ракетом 5В55Р с продуженим дометом од 90 km, као и полуактивним радарским навођењем. Постојали су самоходна и вучена лансирна возила. Вучна верзија је позната под ознаком 5П85Т. Мобилне верзије носе ознаке 5П85С и 5П85Д.
Следећа модернизација позната под ознакама С-300ПМУ-1 је уведена у оперативну 1992. за потребе извоза. Верзија користи новију и мању бојеву главу 5В55Р са полуактивним радарским топлотним навођењем која се користи код 48Н6 ракета.
Укупно је произведено око 3000 С-300П лансера и 28.000 ракета. Систем породице С-300П се више не производи, Русија нуди на тржишту половне системе, са одређеном модернизацијом или без ње.

### С-300Ф
С-300 Форт (НАТО назив SA-N-6 “Grumble“) је бродска верзија уведена је у употребу 1984. године као С-300П верзија са новим 5В55РМ пројектилом развијена од Алтеира са продуженим дометом 7–90 km и брзином до 4 маха. Бродска верзија користи радар 3Р41 Волна, и наводи се полуактивним радарским системом. Први бродови са ракетама С-300 су били разарачи класе Кара, разарачи класе Слава и ракетне крстарице класе Киров. Извозна верзија је позната под називом Риф.

### С-300ФМ
С-300ФМ (НАТО назив SA-N-20) је друга бродска верзија односно модернизација С-300Ф система која је инсталирана само на ракетне крстарице класе Киров,  са новим пројектилима 48Н6. Уведена је у оперативну употребу 1990. године са повећаном брзином пројектила од 6 маха, па до максималне брзине 8.5 маха, повећана је тежина бојеве главе на 150 kg, домет 5–150 km, као и висина лета од 10 метара до 27 km. Ова верзија има могућност пресретања балистичких пројектила кратког домета. Извозна верзија се зове Риф-М. Два Риф-М система купила је Кина 2002. те их поставила на разараче Type 051C.

### С-300В
С-300В Антеј-300 (НАТО назив SA-12 Gladiator/Giant) је верзија коју производи Антеј, а не Алмаз. Суфикс В означава реч војска што значи да је намењена за коришћење у копненој војсци. Овакав тип ПВО система је првенствено намењен за елиминацију непријатељских балистичких и крстарећих ракета као замена за застареле 2К11 Круг системе. Овај систем има домет око 75 km, док Гиант верзија има домет до 100 km.
Иако је заснован на принципима С-300 система, С-300В је за разлику од стандардног С-300 система базиран на гусеницама што му пружа већу покретљивост на терену. С-300В даје већи нагласак на антибалистичкој борби са 9М82 ракетама. Батаљон С-300В се састоји од командне јединице, радарске јединице и шест лансирних јединица.

### С-300ВМ
С-300ВМ Антеј 2500 (НАТО назив SA-23) је модернизација С-300В система. Систем се састоји од новог командног возила, новог радара 9С15М2, 9С15МТ2Е и 9С15МВ2Е. Систем Антеј 2500 је намењен извозу, 2 система је купила Венецуела 2012. године. Русија је након дужих проблема административне и политичке природе одлучила испоручити Антеј 2500 Ирану у последњим месецима 2015 године.

### С-300ПМУ (Одељак потребно проширити)
Систем је настао 80-их година. Поседују га државе попут Словачке и Бугарске.

### С-300ПМУ-1
С-300ПМУ-1 (НАТО назив SA-20А Gargoyle) је уведен у употребу 1992. са новим и већим 48Н6 ракетама, систем је базиран на перформансама морнаричког С-300ФМ система. Систем С-300 користи 9М96Е1 и 9М96Е2 ракете. Ови пројектили су знатно мањи од осталих. 9М96Е1 има домет до 40 km, а 9М96Е2 домет до 120 km. Кретање у ваздуху ракета обавља помоћу гасног притиска а не стабилизатора (крилаца).
Основне ТТ карактеристике РС С-300 ПМУ 1:
- Истовремено може да прати и гађа до 6 циљева;
- Истовремено води (наводи) до 12 ракета;

Зона уништења:
По даљини: за аеродинамичке циљеве до 150 km, а за балистичке ракете до 40 km.
По висини (у метрима): минимална 20 метара, а максимална 27000 метара (27 km).
- Може да уништава циљеве који лете брзином до 2800 метара у секунди;
- Темпо гађања је 3 секунде између лансираних ракета;
- Време реаговања система је од 5 до 10 секунди;
- Вероватноћа уништења циљева једном ракетом: за авионе старије генерације и вишенаменске авионе 0,7 до 0,93; за крстареће ракете 0,7 до 0,9; за балистичке ракете 0,5 до 0,7;
- Време превођења из маршевског у борбени ( и обрнуто) је 5 минута;
- Климатски услови експлоатације : температурни ( - 50 до + 50 степени); влажност при температури +35 степени је 98%; може да ради од ниво мора до 3000 метара надморске висине;
- Резерве горива за марш је до 500 km;
- Време рада до генералног ремонта је 10000 часова, а експлоатациони век је 20 година.

Р С-300 ПМУ 1 састоји се од основног и допунског комплета. 
Основни комплет се састоји од ракетног система 90Ж6Е1 и борбеног комплета вођених ракета 48Н6Е до 48 ракета.
Основни комплет:
- Радар за осветљење и навођење - РПН 30Н6Е1;
- лансирних уређаја - ПсУ 5П85ТЕ до 12 комада;
- средстава спољног електро напајања;
- средстава техничке експлоатације и чувања ракета;
- Резервни алат и прибор;
- Експлоатациона документација;
- Средства вуче.

Допунски комплет може имати и радар за откривање циљева на малим висинама - НВО 76Н6; средства за електро напајање; лабораторију за ремонт; покретну ауто ремонтну радионицу и станицу за пуњење и ремонт акумулатора.

### С-300ПМУ-2
С-300 ПМУ-2 Фаворит (НАТО назив SA-20B Gargoyle) је уведен у оперативну употребу 1997. године и има нешто већи домет од 195 km него С-300ПМУ-1.

### С-400 Триумф
С-400 Триумф (раније познат као С-300ПМУ-3, НАТО назив SA-21 Growler), уведен је у оперативну употребу 2007. године. Систем има знатно веће пројектиле и домет од 400 km. Посебно је дизајниран како би се супротставио стелт технологији и представља најнапреднију верзију С-300 система, који може погађати циљеве на ивици земљине атмосфере и ушао је у ограничену употребу од 2007 године, у оквиру Снага ваздушно-космичке одбране Русије. Систем користи ракете домета од: 40 km до 400 km. Изузетно је отпоран на јако електронско ометање. Систем је пројектован како би потпуно заменио старије верзије система С-300П.
- 9M96E - (домета 40 km).
- 9M96E2 - (домета 120 km).
- 48N6E2 - (домета 200 km).
- 48N6 - (домета 250 km).
- 40N6 - (домета 400 km).

## Корисници
- Алжир – С300ПМУ2 достављени  2006.[1]
- Јерменија – С300ПС.
- Азербејџан – два С-300ПМУ2 батаљона који су достављени достављени 2010.[2]
- Белорусија – С-300ПС системи достављени Белорусији  од старне Русије 2007. с циљем замене старије верзије система С-300.Друге верзије овог система под ознаком С-300В продати су Турској за потребе извођења њених вијних вежби.[3] Четири дивизиона система С-300 достављено је током 2014. год.
- Бугарска – поседује 10 комада ланера  за овај систем у верзији С-300ПМУ који су подељених у две јединице по 5 лансера. Овај систем налази се у бугарским оружаним снагама, услед њеног некадашњег чланства у Варшавском пакту..[3]
- Грчка – поседује ове ситеме у верзији С-300ПМУ1 ,које је преузела од Кипра током Кипарске ракетне кризе, и налазе се у употреби од стране Грчког ратног ваздухопловства и то 12 комада ових ракетних система са 96 ракета. Своју прву употребу остварли су током војне вежбе White Eagle2013, што представља њихову прву употребу након 14 година од њихове куповине.
- Казахстан[4]
- Кина – је први купац овог система у верзији С-300ПМУ2 и уз то обавља експлатацију совјестских система С-300В на домаћем тржишту под кодном  ознаком HQ-18.[5] Кина производи своју домаћу верзију овог система  система под ознаком HQ-10 са дометом до 200 km. Кина је 2002 године купила и морнаричку верзију овог система под ознаком С-300ФМ (РИФ-М). Претпоставља се да Кина поседује до 300 система С-300 у верзијама (ПМУ, ПМУ-1, ПМУ-2).
- Русија – поседује готово све верзије ових система,а већуну њих чине 768 С-300ПМУ система и 185 С-300В система укупно 953 система. Док укупан број ланера у свим верзијама вог система достиже број од 2 000 лансера.[6]
- Словачка – поседује ове системе у верзији С-300ПМУ наслеђене од Чехословачке.
- Украјина – пседује ове системе углавнм  у верзијама С-300ПС, С-300ПМУ, С-300ПТ, С-300В и неке друге верзије овог ПВО система[7], али се сматра да је од целокупног броја ових система оперативно само око 40% система.
- Венецуела – поседује 2 батаљона ових система у верзији С-300ВМ који су јој достављени 2012.год.[8]
- Вијетнам – је купио 2 батаона ових система у верзији  С-300ПМУ-1 за око 300 милиона долара.[9]
- Иран – је набавио од Руске Федерације, за сада непознати број ових система у верзији С-300ПМУ-2.
- Индија – поседује 6 пукова система с-300, који су касније модернизовани на стандардни

```
С-300ВМ.
```

- Египат – поседује опве системе у верзији  С-300ВМ Антеј 2500.[10]
- Сирија – Испоручена 3 дивизиона система С-300ПМ2, а овај систем користиле су ракетне јединице Ваздушно-космичких снага ПВО Русије,ова верија систем представља модернизацију система С-300ПМ, допремљено је и 300 стандардних ракета као и по 100 ракета земаљ-ваздух за сваки од  дивизиона.[11]

### Потенцијални и будући корисници
- Ирак – је показао своје интересовање за овај систем.
- Либија – Либија је у време Гадафија је била нарочито заинтересована за куповином руских Камов Ка-52 борбених хеликоптера као и два батаљона ових система са ознаком С-300ПМУ-2.
- Пакистан – је изразио своје интересовање за кинеску верзију под ознаком  HQ-9.[12]
- Тајланд – је добио понуду зa куповину кинеске верзије под ознаком HQ-9.
- Србија – је исказала своју потребу за куповином С-300ВМ од Руске Федерације, као и за куповину модела С-300В и С-300П из Белорусије. Преговори су вођени са Русијом у децембру 2017. год, а Белорусијом у мају 2018. године.(Преговори су ипак отказани, због наводне финансијске "немогућности" за куповину ових система од српске стране.

### Бивши корисници
- Кипар – Системе С-300ПМУ-2  које користи Грчка.
- Чехословачка – Системи С-300ПМУ,чије коришћење је пренето на Словачку 2013.
- Источна Немачка –
- Хрватска – је 1995. године набавила део система С-300 од Украјине, али се претпоставља да никад није био потпуно комплетирани, па никад није ни били коришћени у борббама. Од 2004. овај  систем систем се више не налази Хрватској, према речима Крешимира Зубака овај систем је завршио 2004. у САД-у.[13]
- СССР – Након распада Совјетског Савеза,ови системи су остали само на територијама Русије, Белорусије и Украјине.

## Борбена употреба
Иако је у упутреби више од 40 година, С300 први пут је коришћен у ратним  дејствима 2022. године у Украјини. У априлу 2005. године НАТО је одржао војне вежбе у Француској и Немачкој под називом Trial Hammer 05 чији је главни  циљ био симулација сузбијања непријатељске ПВО. У вежби су учествовали и словачки системи  С-300ПМУ, што је било од великог значаја за вежбе НАТО снага, али је важно напоменути да су многе компоненте система од 2005. унапређене.
Као одговор на потенцијалну куповину ових система од стране Ирана ,Израел је у виду своје контра мере наручио одређен број вишенаменских ловаца F-35 Lightning II.

## Тактичко-техничке карактеристике
| ГРАУ индеx | Година | Домет           | Максимална брзина | Максимална брзина мете | Дужина | Промер | Тежина   | Бојева глава | Навођење                      | Прва употреба са |
| ---------- | ------ | --------------- | ----------------- | ---------------------- | ------ | ------ | -------- | ------------ | ----------------------------- | ---------------- |
| 5В55К/КД   | 1978.  | 47 km           | 1,700 m/s         | 1,150 m/s              | 7 m    | 450 mm | 1,450 kg | 100 kg       | Командно                      |                  |
| 5В55Р/РМ   | 1984.  | 90 km           | 1,700 m/s         | 1,150 m/s              | 7 m    | 450 mm | 1,450 kg | 133 kg       | полуактивно радарско навођење |                  |
| 5В55У      | 1992.  | 150 km          | 2,000 m/s         |                        | 7 m    | 450 mm | 1,470 kg | 133 kg       | полуактивно радарско навођење |                  |
| 48Н6/E     | 1992.  | 150 km          | 2,000 m/s         | 2,800 m/s              | 7.5 m  | 500 mm | 1,780 kg | ~150 kg      | ТВМ                           |                  |
| 48Н6Е2     | 1992.  | 195 km          | 2,000 m/s         | 2,800 m/s              | 7.5 m  | 500 mm | 1,800 kg | 150 kg       | ТВМ                           |                  |
| 9M82       | 1984.  | 13–100 km 30 km | 2,400 m/s         |                        |        |        | 420 kg   | 150 kg       | полуактивно радарско навођење | С-300В           |
| 9M83       | 1984.  | 6–75 km 25 km   | 1,700 m/s         |                        |        |        |          | 150 kg       | полуактивно радарско навођење | С-300В           |
| 9M83ME     | 1990.  | 200 km          |                   |                        |        |        |          |              | полуактивно радарско навођење | С-300ВМ          |
| 9M96E1     | 1999.  | 40 km           | 900 m/s           | 4,800–5,000 m/s        |        |        | 330 kg   | 24 kg        | активно радарско навођење     | С-400            |
| 9M96E2     | 1999.  | 120 km          | 1,000 m/s         | 4,800–5,000 m/s        |        |        | 420 kg   | 24 kg        | активно радарско навођење     | С-400            |
| 40N6       | 2000.  | 400 km          |                   |                        |        |        |          |              | активно радарско навођење     | С-400            |